# パッシーイウ
パッシーイウ（タイ語: ผัดซีอิ๊ว、RTGS: phat si-io、発音 [pʰàt sīːʔíw]）は、 タイ料理の一種で、中華料理の影響を受けた炒め麺料理である  。世界中のタイ料理店で人気メニューとなっている。 
料理のタイ語の名称は「シーユー炒め」を意味し、シンガポールとマレーシアで食べられているチャークウェイティーに類似している。パッシーイウは通常、乾燥した後に炒めるが、他の同様の料理であるラットナ（タイ語）またはラードナ（ラーオ語）は、粘り気のあるソースを用いて提供され、あっさりとした味付けである  。 
パッシーイウは、シーユーカオまたはシーユーダム、ニンニク、河粉と称される麺、カイラン（中国ブロッコリー）、卵、豆腐、薄切り肉など（豚肉が一般的だが鶏肉、牛肉、或いはエビなど魚介類のこともある）を材料に作られる。 
パッシーイウはクァィティアオパットシーオーとも呼ばれるが、それは新鮮な平らなビーフンを主成分として使用することに由来する。しかしながら、他種の麺も使用することができる。 